# فومیهیکو سوری
فومیهیکو سوری (به ژاپنی: 曽利文彦، Fumihiko Sori) (زادهٔ ۱۷ مهٔ ۱۹۶۴) تهیه‌کننده و کارگردان اهل ژاپن است. او برای کارگردانی فیلم پینگ پونگ نامزد دریافت جایزهٔ بهترین کارگردانی جایزه آکادمی فیلم ژاپن شد.

## کارگردانی
- ۲۰۰۷ - وکسیل

## جوایز
- جایزه آکادمی فیلم ژاپن (۲۰۰۲): بهترین کارگردان
- جایزه فیلم ماینیجی (۲۰۰۲): دستاوردهای فنی
- جشنواره فیلم یوکوهاما (۲۰۰۲): بهترین کارگردان جدید